# Cavaleiro-vilão
Os cavaleiros-vilãos eram cavaleiros designados pelo concelho para combater nas hostes em nome do Rei. Podiam pertencer a várias classes sociais, mas eram sempre homens livres.
Tinham que ter os bens suficientes que lhes permitissem possuir cavalo para prestação de serviço militar (o fossado). Com D. Duarte, o montante que o cavaleiro-vilão deveria possuir foi fixado em marcos de prata.
Tinham como privilégio a isenção do pagamento da jugada, se possuíssem todas as armas (ver cavalaria medieval); alguns concelhos estavam isentos de aposentadoria; não eram penhorados nem citados a não ser pelo porteiro. Tinham direito a «reforma» depois dos 60 anos, recebendo então «carta de cavaleiro pousado», mantendo os mesmos privilégios que em serviço. É de manter em mente que vários destes direitos mudavam consoante o concelho, devido à natureza irregular dos foráis.
Eram obrigados à anúduva, dirigindo a cavalo o trabalho dos peões. No final da Idade Média, começam-se a designar por homens-bons, quando é ultrapassada em Portugal a estruturação da sociedade à volta da guerra (Reconquista). Aparecem nos documentos medievais e em cortes e representam os membros mais elevados da classe popular. Só depois de 1385 o poder do cavaleiro-vilão diminuiu com a entrada dos mesteirais nas assembleias camarárias.